# ریچارد فرانسیس برتون

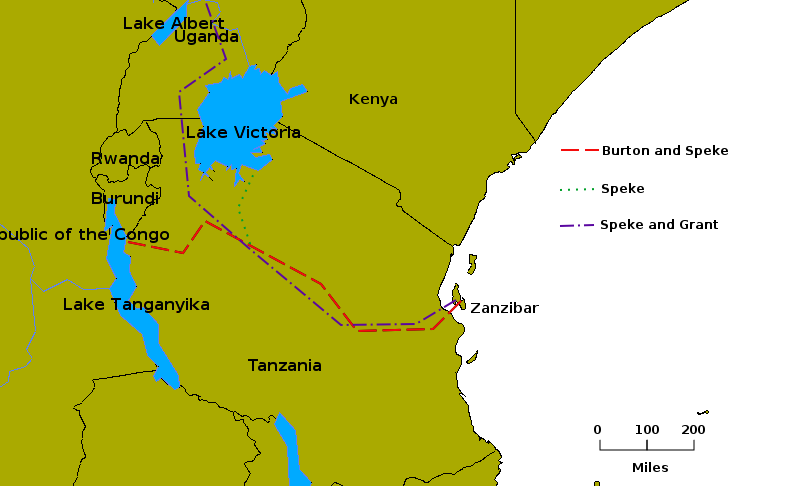
مسیرهای طی شده توسط برتون و اسپک (۱۸۵۷–۱۸۵۸) و اسپک و گرنت (۱۸۶۳).

سر ریچارد فرانسیس برتون (به انگلیسی: Sir Richard Francis Burton) (زاده ۱۸۲۱ - درگذشته ۱۸۹۰) نویسنده، شرق‌شناس، و از بزرگ‌ترین مترجمان انگلیسی بود که کتاب گلستان سعدی را نیز در سال ۱۸۸۸ از فارسی به انگلیسی ترجمه نمود. او همچنین دیپلمات، جهانگرد مربی شمشیربازی، نظامی، قوم‌شناس، و کارشناس هیپنوتیزم هم بود. می‌گویند ۳۵ زبان اروپایی و آسیایی و آفریقایی را می‌دانست. داستان‌های هزار و یک شب را نیز به انگلیسی ترجمه کرد. او همچنین سفری مخفی به مکه داشت. او کتاب کاماسوترا را به انگلیسی ترجمه نمود.
برتون در ارتش کمپانی هند شرقی دارای رده کاپیتان بود و در هند خدمت می‌کرد. بعد از آن، او به خدمت جامعه جغرافیدانان شاهی درآمد و سفرهای زیادی کرد. در بقیه عمر خود او سفیر انگلستان در دمشق و تریست بود. او در سال ۱۸۸۶ لقب شوالیه دریافت کرد.

## زندگی‌نامه
برتون در یک خانواده مسیحی در هرتفورتشایر به دنیا آمد. پدر او کلنل جوزف نترویل برتون بود. مادر او مارتا بیکر دختر ریچارد بیکر ثروتمند انگلیسی بود.
خانواده برتون در کودکی او سفرهای زیادی کردند. در سال ۱۸۲۵ آن‌ها به فرانسه رفتند. در سال ۱۸۲۹ او تحصیلات خود را شروع کرد. در سال‌های بعدی خانواده او سفرهای زیادی بین فرانسه، ایتالیا و انگلستان انجام داد. برتون توانایی زیادی در یادگیری زبان از خود نشان داد و از کودکی زبان‌های زیادی فراگرفت. شایع بود که او در جوانی با زنی کولی رابطه داشت و زبان کولیان را از وی یادگرفته است.
برتون به کالج ترینیتی در دانشگاه آکسفورد رفت. او قبل از شروع دانشگاه مدتی نزد دکتر ویلیام الکساندر گرینهیل زندگی کرد. برتون با اینکه بسیار باهوش بود توسط استادان و بقیه دانشجویان مورد آزار قرار می‌گرفت. گفته می‌شود او در دانشگاه یک دانشجوی دیگر که او را به خاطر سبیلش مسخره کرده بود به دوئل دعوت کرد. برتون در این زمان شروع به یادگیری زبان عربی کرد و در این زبان نیز مهارت یافت. در سال ۱۸۴۲ او به یک مسابقه اسب سواری رفت که این کار برخلاف قوانین دانشگاه در آن زمان بود. او احتمال می‌داد که به خاطر اینکار - مانند بقیه دانشجویان - تنها تنبیه خفیفی دریافت کند ولیکن مدیریت دانشگاه آنچنان از برتون بیزار بود که او را اخراج کرد. برتون در هنگام خروج خود از دانشگاه تختهای آن را با اسب خود لگدمال کرد.

## خدمت در ارتش
برتون در ارتش کمپانی هندشرقی استخدام شد. او مایل بود که در اولین جنگ افغان شرکت کند. او ولیکن به هند اعزام شد و در منطقه گجارات به کار گرفته شد. او در هندوستان به زبان‌های هندی، گجاراتی، پنجابی، فارسی و عربی مسلط شد. او آنقدر در فرهنگ هندو مطالعه کرده بود که معلم هندوی او اجازه داد او عمامه هندو به سر کند؛ ولیکن این امر توسط تاریخدانان مورد شک قرار گرفته است. برتون آنقدر به فرهنگ هندوستان علاقه پیدا کرده بود که توسط بقیه سربازان مسخره می‌شد. برتون با بقیه سربازان بسیار متفاوت بود. او یکبار تعداد زیادی میمون را نگهداری کرد تا بتواند زبان آن‌ها را یاد بگیرد. او همچنین دارای شهرت زیادی به خاطر قدرت او در جنگ بود و در جنگهای تن به تن زیادی موفق شده بود.
برتون مأموریت یافت در مورد منطقه سند تحقیق کند. او شروع به مسافرت در لباس مخفی کرد. او به دلیل تبحر در زبان معمولاً وانمود می‌کرد که فردی محلی است. برتون در مورد مسائل جنسی بسیار مطلب نوشت و این مطالب بعدها برای او مشکل‌ساز شد. بعضی خوانندگان تصور می‌کردند که او اعمالی را که در مورد آن نوشته است خود انجام داده است.
در سال ۱۸۴۹ برتون به دلیل بیماری به اروپا بازگشت. در سال ۱۸۵۰ او کتابی به عنوان راهنمای مسافرت به منطقه گوا در هند نوشت. او سپس به منطقه بولونا رفت تا در مدرسه شمشیربازی آموزش ببیند و در این زمان با همسر خود ایزابل آروندل آشنا شد که زنی کاتولیک از خانواده اشرافی بود.

## رسوایی‌ها
برتون در نوشته‌هایش به‌طور بی پرده و غیرمعمولی علائق مرتبط با سکس و تمایلات جنسی خود را آشکار کرده است. سفرنامه‌های او اغلب، مملو از شرح جزئیاتی کامل است که زندگی‌های جنسی ساکنان مناطق خط سیر او را بازگو می‌کند. علاقهٔ برتون به مقوله‌های جنسی او را به سمت اندازه گیریِ طول آلت جنسی در مردان سوق داد. مردانی که اغلب، همان ساکنان اقلیم‌های مختلفی بودند که در سفرنامه‌هایش نام برده شده است. او همچنین به شرح روش‌های جنسی متداول در سرزمین‌های مشاهده شدهٔ خود می‌پردازد و اغلب نیز اشاره دارد که در آن‌ها مشارکت داشته است. از اینرو، ممنوعات جنسی و نژادیِ زمانهٔ خود را به چالش می‌کشد. افراد بسیاری تا به حال، کتاب‌های جنجالی و منتشر شدهٔ وی از جمله کتاب کاما سوترا را ملاحظه کرده‌اند. وی برای اولین بار این متن سنسکریت را به انگلیسی ترجمه کرد. تذکره نویسان (شرح حال نگاران) نسبت به تمایلات همجنس گرایانه برتون تردید دارند. (او هیچگاه در نوشته‌هایش مستقیماً به این رفتار اذعان نکرده است).

## سفر به مکه
برتون که شیفته آموختن فرهنگهای دیگر بود از جامعه جغرافیایی درخواست کرد که به او اجازه مسافرت داده شود. هفت سالی که او در هندوستان سپری کرده بود به او مسائل زیادی در مورد زندگی مسلمانان یاد داده بود. او تلاش کرد که به حج برود. این سفر که در سال ۱۸۵۲ میلادی انجام شد برتون را بسیار معروف کرد. او این سفر را در لباس مخفی بین مسلمانان هندی انجام داد و قبل از سفر خود را با مطالعه زیاد آماده کرده بود؛ ولیکن در صورت دستگیری خطر زیادی متوجه او بود.
با اینکه برتون اولین غیرمسلمانی نبود که حج انجام داده باشد (لودویچو دی وارتما در سال ۱۵۰۳ میلادی به حج رفته بود) ولیکن سفر او با دقت بسیار زیاد نوشته شده و شرح داده شده است. او چندین شخصیت مخفی برای خود درست کرد و خود را به عنوان یک پشتون جا زد تا لهجه او مورد توجه قرار نگیرد؛ ولیکن او به هر حال مجبور بود که با فرهنگ اسلامی آشنا باشد و مطابق رسوم مردم رفتار کند. سفر برتون به مکه خطرناک بود و کاروان آن‌ها مورد حمله دزدان قرار گرفت. برتون می‌دانست که در صورت دستگیری نه سلطان و نه قرآن می‌تواند او را از خشم مردم نجات دهد. رفتن به حج به او لقب حاجی داد و اجازه یافت که عمامه سبز به سر کند. برتون خاطرات این سفر خود را در کتاب خاطرات شخصی حج به مدینه و مکه در سال ۱۸۵۵ نوشته است.
وقتی برتون به ارتش بریتانیا بازگشت قصد داشت به عنوان متخصص زبان عربی استخدام شود. رئیس او رابرت لمبرت پلیفیر بود که از برتون متنفر بود. او از جرج پرسی بجر درخواست کرد که از او امتحان عربی بگیرد. بجر که می‌دانست این مسئله دردسر ساز است از اینکار سرباز زد. پلیفیر خود از برتون امتحان گرفت و نتایج را برای بجر فرستاد. با اینکه برتون در بین اعراب زندگی کرده بود بجر او را رد کرد.

## سفرهای دیگر
برتون بعد از بازگشت از حج تصمیم گرفت به مطالعه سومالی بپردازد. او قصد داشت دریاچه‌های بزرگی که از اعراب شنیده بود بیابد. او با کاپیتان جان هنینگ اسپک آشنا شد و به همراه او به حرار رفت. او اولین اروپایی بود که به این منطقه وارد شد. برتون به نزد امیر رفت و ده روز پیش او ماند. در سال ۱۸۵۵ برتون دوباره به ارتش ملحق شد و به کریمه رفت تا در جنگ کریمه شرکت کند. در سال ۱۸۵۶ برتون دوباره به درخواست جامعه جغرافیدانان شاهی به زنگبار رفت.
قبل از سفر به آفریقا برتون با ایزابل آروندل نامزد کرد. خانواده آروندل با این ازدواج مخالف بودند زیرا برتون کاتولیک و ثروتمند نبود. برتون دوباره به همراه اسپک به آفریقا رفت. در این سفر او و اسپک هر دو بیمار شدند. برتون شرح این مسافرت را در دو کتاب در سال‌های ۱۸۶۰ و ۱۸۶۳ منتشر کرد.
در سال ۱۸۶۱ برتون با ایزابل ازدواج کرد. از این زمان برتون به عنوان سفیر شروع به کار کرد. برتون بخش زیادی از زندگی خود را به مطالعه بخش غربی آفریقا گذراند. در سال ۱۸۶۹ او سفیر انگلستان در دمشق شد که سمتی ایدئال برای فردی مانند برتون بود. برتون ولیکن با یهودیان دمشق به اختلاف شدیدی بر سر مسئله رباخواری دچار شد. در آن زمان سیاست دولت انگلستان این بود که ارتش انگلستان برای ضبط اموال افرادی که قادر نبودند وام خود را به یهودیان رباخوار بازپس دهند وارد عمل می‌شد ولیکن برتون مایل نبود که این سیاست را ادامه دهد. این امر باعث شد که یهودیان به شدت با او به دشمنی برخیزند. او در این زمان با جین دیگبی بسیار دوست شد و همچنین با عبدالقدیر الجزایری که رهبر انقلابیان الجزایر بود دوستی صمیمی برقرار کرد.
ولیکن در این زمان درگیریهای شدیدی بین یهودیان، مسلمانان و مسیحیان در دمشق وجود داشت. برتون حداکثر تلاش خود را کرد تا بتواند صلح برقرار کند. همچنین برتون در دمشق دارای دشمنان زیادی بود که به دولت انگلستان علیه او شکایت می‌کردند. در نهایت برتون از سمت خود برکنار شد و به تریست فرستاده شد. برتون از این زمان کتابهای بسیاری نوشت.

### یهودستیزی
برتون در سال‌های پایانی عمر خود کتابی ضدیهودی به نام «یهودی، کولی و اسلام» نوشت که در آن از دین یهودیت به شدت انتقاد کرد. او معتقد بود که دین یهودیت کنترل انگلستان را در دست دارد و غیریهودیان را در حد حیوانات می‌داند. او در این کتاب ادعا کرد که یهودیان به صورت مخفیانه به قربانی کردن انسان برای آزمایشهای جادویی می‌پردازند. این کتاب، که بعد از مرگ برتون چاپ شد، دارای اضافاتی با جزئیات زیاد از تحقیقات برتون در این زمینه بود که توسط بیوه او حذف گردید.

## مرگ
برتون در سال ۱۸۹۰ در تریست درگذشت. ایزابل همسر او از مرگ برتون بسیار غمگین شد. بعد از مرگ برتون او بسیاری از نوشتارهای برتون را سوزاند. برتون و همسرش در کلیسای کاتولیک سنت مری مگدالن در لندن به خاک سپرده شدند.

## بخشی از کتابشناسی
- گوآ و کوهستان آبی (۱۸۵۱)
- سند و نژادهایی که در دره سند زندگی می‌کنند (۱۸۵۱)
- روایت شخصی از زیارت مدینه و مکه (۶–۱۸۵۵، ۳ جلد)
- نخستین گام‌ها در آفریقای شرقی (۱۸۵۶)
- زنگبار (۱۸۷۲)
- قصیده حاج عبدو الیزدی (۱۸۸۰)
- کتاب شمشیر (۱۸۸۴)
- هزار شب و یک شب (ترجمه)
- گلستان سعدی (ترجمه به انگلیسی)
- یهودی، کولی و اسلام (۱۸۹۸)
- کاما سوترا (ترجمه از سانسکریت به انگلیسی)